# تشيزانو ماديرنو
تشيزانو ماديرنو (Cesano Maderno)، مدينة شمال إيطاليا في مقاطعة منزا وبريانسا بإقليم لومبارديا. عدد سكانها 35.312 نسمة.

## السكان
في سنة 1861 بلغ عدد السكان 3٬506 نسمة، وتطور العدد ليصل في سنة 2011 لـ 37٬010 نسمة.
يظهر هذا المخطط البياني تطور النمو السكاني لـ تشيزانو ماديرنو

## توأمة
لتشيزانو ماديرنو اتفاقيات توأمة مع كل من:
- Valençay [الإنجليزية]‏
- كامبومادجوري
- تشيرنوفتسي

## أعلام
- لويجي راديشي
- رينزو مارتينيلي